# Oksana Dómnina

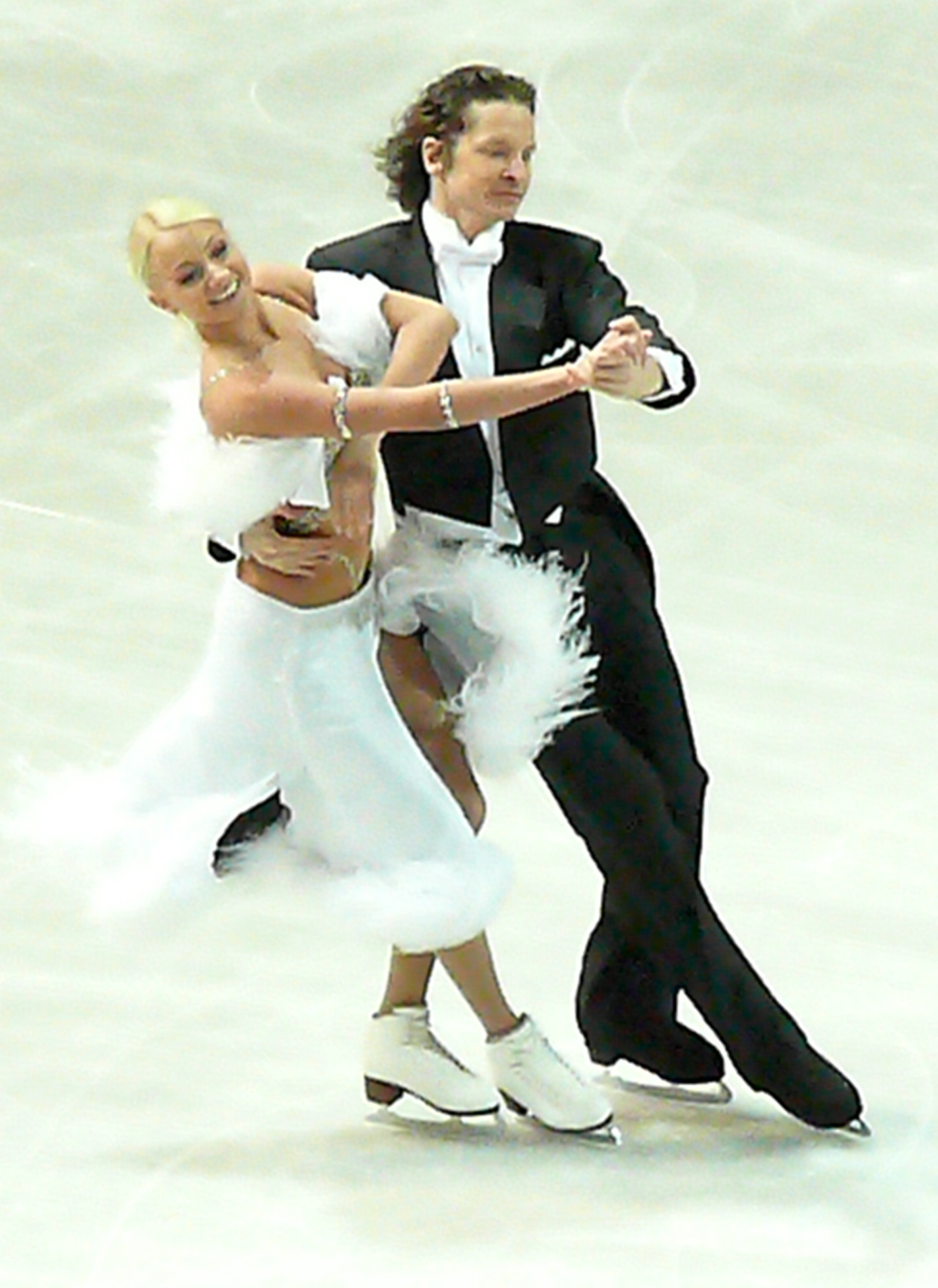
Oksana Dómnina y Maksim Shabalín.

Oksana Aleksándrovna Dómnina (en ruso: Оксана Александровна Домнина, nació el 17 de agosto de 1984 en Kirov) es una patinadora rusa de la categoría de danza. Compitió junto a Maksim Shabalín con quien ganó dos títulos del Campeonato Europeo en 2008 y 2010, los Campeonatos del Mundo en 2009 y la medalla de bronce en los XXI Juegos Olímpicos de Vancouver 2010. Previamente patinó junto a Ivan Lobanov y Maxim Bolotin para Rusia.
Dómnina y Shabalín formaron equipo en mayo de 2002. En su primera temporada ganaron todas las competencias Junior en las que participaron incluido el Campeonato Mundial Junior de 2003. En junio de 2008 Dómnina y Shabalín anunciaron que abandonarían a su entrenador, Alekséi Gorshkov, para trasladarse a Pensilvania en los Estados Unidos y entrenar con Natalia Linichuk y Gennadi Karponosov.
Dómnina y Shabalín cuentan con 11 medallas en las series del Grand Prix y fueron la primera pareja de danza en ganar los Campeonatos Mundiales Júnior y Sénior. Se retiraron después de los Juegos Olímpicos de 2010.

## Vida personal
Oksana mantiene una relación con el campeón olímpico en danza sobre hielo de Torino 2006, el también ruso Román Kostomarov, con quien el pasado 2 de agosto de 2010 contrajo nupcias por lo civil. Tienen una hija nacida a principios de 2011.